# Philippe Faucon
Philippe Faucon (Oujda, 26 de gener de 1958) és un director de cinema francès.

## Biografia
Va passar la seva primera infància al Marroc i Algèria, on el seu pare era soldat i on els seus pares van viure els últims quatre anys de la guerra d'Algèria.
Després d'un màster en literatura obtingut a la Universitat d'Aix-Marsella a Aix-en-Provence, va començar a treballar al cinema com a director d'escena en pràctiques, entre d'altres a Mauvais sang de Leos Carax, Un médecin des Lumières de René Allio, Trois places pour le 26 de Jacques Demy.
Les seves primeres sis pel·lícules (fins a Samia) van ser produïdes per Humbert Balsan, a qui va conèixer al plató d' Un médecin des Lumières de René Allio. Després de la mort d'Humbert Balsan el febrer de 2005, Philippe Faucon va crear, amb Yasmina Nini-Faucon, la productora Istiqlal Films. Mentrestant, va rodar la seva pel·lícula La Trahison a Algèria, inspirada en la història de Claude Sales, relatant un episodi que va viure aquest últim durant la guerra d'Algèria. La pel·lícula La Trahison, acabada el 2005, l'any de la mort d'Humbert Balsan, està dedicada "a Gauvin", el personatge interpretat per Balsan a Lancelot du Lac,  de Robert Bresson (1974).
La pel·lícula de Philippe Faucon La Désintégration, estrenada el febrer de 2012, aproximadament un mes abans que esclatés l'afer Merah, va ser vist posteriorment com un premonitori dels fenòmens de radicalització gihadista i de la sèrie d'atacs que va viure França, des de l'afer Merah fins als atemptats de 2015 i 2016.
Philippe Faucon va guanyar el Premi Louis-Delluc el desembre de 2015, el Premi de la Crítica de Cinema de Cinema i Televisió del Sindicat Francès el febrer de 2016, el César a la millor adaptació i la de millor pel·lícula el febrer de 2016 per la seva pel·lícula Fatima. A més, Zita Hanrot va rebre el César a la millor actriu revelació pel seu paper a la mateixa pel·lícula.

## Filmografia
- 1990 : L'Amour
- 1992 : Sabine
- 1995 : Muriel fait le désespoir de ses parents
- 1996 : Mes dix-sept ans (TV)
- 1997 : Tout n'est pas en noir (curtmetratge)
- 1997 : Les Étrangers (TV)
- 2000 : Samia
- 2002 : Grégoire peut mieux faire (TV)
- 2005 : La Trahison
- 2008 : Dans la vie
- 2008 : D'amour et de révoltes (sèrie de televisiós)
- 2009 : Making off (curtmetratge)
- 2011 : La Désintégration
- 2015 : Fatima
- 2016 : Vivre (curtmetratge)
- 2018 : Fiertés (TV)
- 2018 : Amin
- 2021 : La Petite femelle (TV)
- 2022 : Les Harkis

## Distincions

### Premis
- Premi Louis-Delluc el desembre de 2015 per Fatima
- Premi del Sindicat Francès de la Crítica de Cinema i Televisió el febrer de 2016 per Fstima[5]
- Premi Lumières al millor guió a la 21a cerimònia de lliurament dels premis Lumières 2016 per Fatima
- Cèsar 2016: Millor adaptació per Fatima
- Cèsar 2016: Millor pel·lícula per Fatima

### Condecoracions
- Cavaller de la Legió d'Honor[6]